# Korcsoma
Korcsoma románul: Măgura falu Romániában, a Bánságban, Krassó-Szörény megyében.

## Fekvése
Karánsebestől északkeletre, Nándorhegytől délkeletre, Almafa, Mál és Závoly  fekvő település.

## Nevének eredete
Korcsoma neve Pesty Frigyes szerint régen Korcsmafalva volt, és állítása szerint az erdélyiek a korcsmát még az 1800-as években is korcsomának ejtették. Lipszky János Kröcsma helynév alakját használta, Korabinszkynél Kortsina, 1873-ban pedig a magyar korona országainak Helységnévtárában  Krecsma alakban fordult elő.

## Története
Korcsoma, Korcsona nevét 1430-ban Zsigmond király oklevele említette először  Korchoma (P) in districtu Sebes formában.
1492-ben Kyrczma, 1499-ben Korchomafalva, 1503-ban Korchmafalva, 1603-ban Korczma, 1699-ben p. Kircsma, 1808-ban Kröcsma 1913-ban Korcsoma néven írták.
1430-ban Zsigmond király Bécsben kelt oklevele meghagyta a Csanádi káptalannak, hogy Volkzan fiát Jánost és többi rokonait a sebesi kerületben fekvő Bizthere, Zaboy, Vaiszlova
és Korchoma falu birtokába iktassa be.
1492-ben Floka László de Kyrczma, mint szomszéd vett részt egy Macskáson végbement birtokbeiktatáson.
1499-ben a glimbokai erdő határjárásában Nagota de Korchomafalva nevű nemes embert említettek.
Egy 1585 évi oklevélben Katrina Borza Péternét Korczmafalvinak írták, aki a Mutnokiakkal volt részbirtokos.
A karánsebesi kerület 1603 évi összeírása szerint Korczma birtokosa volt Jósika Mátyás, aki 4 portáról adózott; de 1699-ben Kircsma Szörény megyében mallai Gyurma Gábor birtoka
volt.
A falu azelőtt kincstári birtok volt, majd a zsupaneki oláh zászlóaljba, 1770-ben pedig az oláh–illír határőrezredhez került. Az oláh bánsági határőrezred fennállása idejében pedig az ohabai századhoz tartozott.
A trianoni békeszerződés előtt Krassó-Szörény vármegye Karánsebesi járásához tartozott.
1910-ben 744 lakosából 697 román, 40 cigány volt. Ebből 738 görög keleti ortodox volt.

## Források

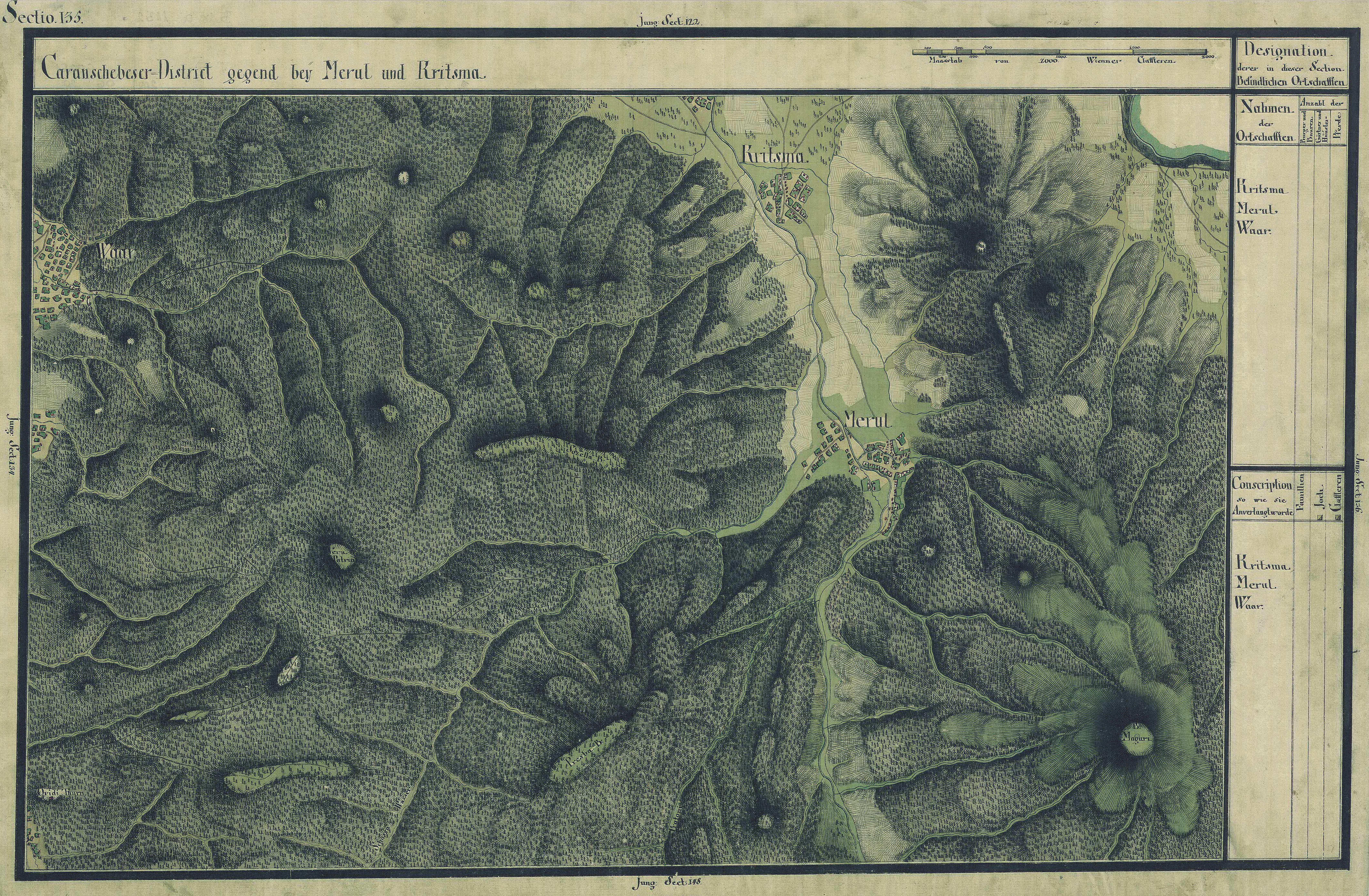
Korcsoma egy régi, az 1700-as évekből való térképen